# G-Eazy
Gerald Earl Gillum (n. 24 mai 1989, Oakland, California, SUA), cunoscut sub numele de scenă G-Eazy, este un rapper american din Oakland, California. Primul său album de studio a fost These Things Happen, lansat pe 23 iunie 2014. Albumul a ajuns pe locul 3 în clasamentul SUA Billboard 200. Al doilea album de studio, When It's Dark Out, a fost lansat pe 4 decembrie 2015. Acesta a prezentat single-ul "Me, Myself & I", care a ajuns în top 10 în clasamentul SUA Billboard Hot 100. Al treilea album de studio, The Beautiful & Damned, a fost lansat pe 15 decembrie 2017, conținând piesa ”No Limit” care a ajuns pe locul 4 în clasamentul SUA Billboard Hot 100. EP-ul său B-Sides a fost lansat pe 27 iunie 2019 (actualizat pe 22 august și 19 septembrie 2019), și include toate melodiile ce nu sunt pe albumul These Things Happen Too, lansat pe 24 septembrie 2021.

## Viața timpurie
Când Gillum era în clasa întâi, mama sa a divorțat de tatăl său (profesor asociat de artă la CSU Fresno). Gillum s-a mutat cu bunicii săi în Berkeley, California. Ulterior s-au mutat în North Oakland, dar Gillum a continuat să frecventeze școala din Berkeley. Gillum a fost student la Universitatea Loyola din New Orleans și a absolvit în 2011.

## Carieră

### 2008–14: Începuturile carierei
Debutând ca producător muzical, G-Eazy a început să lucreze la single-uri în timp ce încă studia la Universitatea Loyola din New Orleans cu producătorul Christoph Andersson, un alt student de acolo. El era deja recunoscut într-o mică măsură după ce a fost pe scena noii muzici hip hop din zona East Bay Area, fiind alături de artiști precum Lil B, Crohn și The Cataracs. A devenit membru al unui grup local de hip hop numit "The Bay Boyz", grup ce a lansat câteva melodii pe pagina proprie de Myspace. În 2010, G-Eazy a primit oportunitatea de a fi față-în-față cu niște artiști foarte cunoscuți, cei mai celebrii dintre ei fiind Lil Wayne și Snoop Dogg.
Atunci, înregistrările lui G-Eazy au fost primite cu succes moderat. În august 2011, el a lansat The Endless Summer, cu o versiune modernă a cântecului-hit din 1961, "Runaround Sue", care a obținut peste patru milioane de vizionări pe YouTube. Videoclipul a fost regizat de Tyler Yee. Înregistrările conțineau și vocile unor oaspeți precum Greg Banks, Erika Flowers sau Devon Baldwin. În noiembrie 2011, Gillum a început un turneu național cu Shwayze. Melodia sa "My Life Is a Party" a fost inclusă în jocul video Saints Row: The Third.

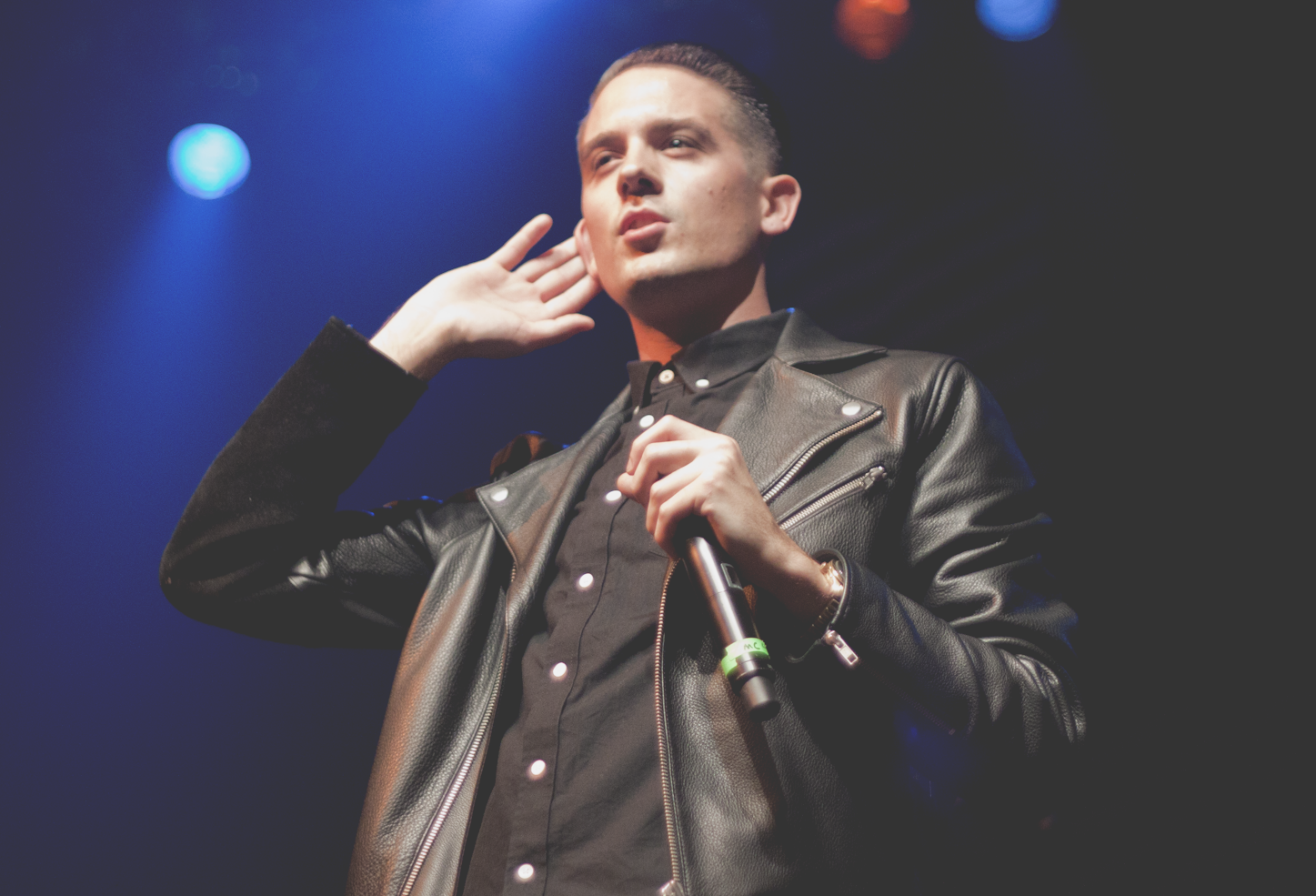
G-Eazy pe scenă în 2013

Pe 16 iunie 2012, G-Eazy a urcat pe scena turneului american anual Vans Warped Tour. Pe 25 iulie 2012, a fost anunțat turneul Excellent Adventure, care îi conținea pe Hoodie Allen și G-Eazy. Cei doi au concertat în mai multe orașe din Statele Unite, inclusiv Pittsburgh, St. Louis, Columbus, Des Moines, New Orleans, Atlanta, Austin, și Philadelphia. Pe 26 septembrie 2012, G-Eazy a lansat primul său album complet, Must Be Nice. Albumul, care nu aparținea niciunei case de discuri, a obținut locul 3 în clasamentul iTunes Hip-Hop Chart. Pe 9 iulie 2013, G-Eazy, alături de 2 Chainz, au făcut deschiderea la turneul lui Lil Wayne "America's Most Wanted Tour". Pe 15 decembrie 2013, G-Eazy și Master Chen B au cântat piesa "Lotta That" de pe albumul These Things Happen în New York. Pe 15 ianuarie 2014, G-Eazy a anunțat turneul "These Things Happen Tour" alături de Rockie Fresh, KYLE, și Tory Lanez. Turneul a avut 40 de opriri, în Statele Unite și Canada, între februarie și aprilie 2014.

### 2014–2016:These Things HappenșiWhen It's Dark Out
Pe 23 iunie 2014, G-Eazy a lansat albumul de debut la o casă de discuri, These Things Happen. Albumul a obținut prima poziție în clasamentele US Billboard's Hip-Hop/R&B și Top Rap Albums, dar și locul 3 în US Billboard 200 și Top Digital Albums Chart. Albumul a fost vândut în aproape 265.000 de copii. Pe 21 octombrie 2014, Gillum s-a îmbarcat în turneul cu casă închisă "From the Bay to the Universe". Turneul, de data aceasta unul internațional, a avut opriri pe tot mapamondul, inclusiv în țări precum Australia și Noua Zeelandă.
În vara lui 2015, G-Eazy a avut prezențe pe scena unor festivaluri muzicale importante, precum Lollapalooza, Electric Forest, Bonnaroo, Outside Lands, Made in America, și Austin City Limits. G-Eazy progresează în cariera muzicală, dar debutează și pe scena fashion-ului, prin lansarea unei colaborări cu Rare Panther în toamna lui 2015 și ajunge în topul 10 New York Fashion Week al revistei GQ Magazine. Al doilea album al lui Gillum, When It's Dark Out, a fost lansat pe 4 decembrie 2015. Pe 6 ianuarie 2016, G-Eazy a debutat cu al doilea turneu internațional al său, care l-a dus prin Statele Unite, Europa și Australia. Single-ul său "Me, Myself & I", în colaborare cu Bebe Rexha, a ajuns pe locul 7 în US Billboard Hot 100.
A fost cap de afiș în turneul Endless Summer alături de rapperul și prietenul său Logic, dar și de YG și Yo Gotti, turneu ce a ținut din iunie până în august. Înainte de turneu, el și-a anunțat noul mixtape, Endless Summer II. Ulterior l-a anulat din cauza unor probleme cu obținerea drepturilor de autor.
În mai 2016, G-Eazy a confirmat că va avea o piesă alături de Britney Spears numită "Make Me...". Single-ul a fost lansat pe 15 iulie 2016 și este cel care deschide albumul al nouălea al lui Spears.
G-Eazy a cântat piesele "Make Me..." și "Me, Myself & I" cu Spears la premiile MTV Video Music Awards 2016 și iHeartRadio Music Festival 2016.

### 2017:Step BrothersșiThe Beautiful & Damned
Gillum a lansat un EP alături de DJ-ul din Guatemala Carnage numit Step Brothers pe 27 martie 2017. G-Eazy a lansat un single și cu Kehlani numit "Good Life", parte din coloana sonoră a filmului din seria The Fast and the Furious, denumit The Fate of the Furious. Are un single și cu Dillon Francis, numit "Say Less".
Pe 14 iunie 2017, G-Eazy a anunțat via Instagram și Twitter că următorul album de studio al său, The Beautiful & Damned, va fi lansat în toamna lui 2017. Pe 8 noiembrie 2017, ziua de lansare oficială a fost anunțată ca fiind 15 decembrie. Tot atunci a fost lansat și un videoclip scurt de acompaniere al anunțului.
Pe 5 decembrie 2017, G-Eazy a lansat al doilea single al său de pe albumul The Beautiful & Damned numit "Him & I" alături de Halsey, cu care era într-o relație. Ei au cântat piesa împreună la Dick Clark's New Year's Rockin' Eve în 2017.

### 2019: B-Sides, Scary Nights &These Things Happen Too
Pe 27 februarie 2019, G-Eazy a lansat single-ul "West Coast", alături de Blueface. Videoclipul piesei a fost lansat pe 28 martie 2019, iar în el sunt prezenți ALLBLACK și YG.
G-Eazy a lansat EP-ul "B-Sides" pe 25 iunie 2019. Acest EP conține single-ul "Bang", cântat  alături de rapperul american Tyga. Ulterior, el a adăugat noi melodii pe acest EP în data de 22 august și 19 septembrie. 
Gillum a lansat single-ul "I Wanna Rock" pe 16 octombrie, cântat alături de rapperul american Gunna. Melodia deschide EP-ul "Scary Nights". EP-ul complet a fost lansat pe 18 octombrie.
În martie 2020, G-Eazy a anunțat un nou proiect de genul indie rock, intitulat Everything's Strange Here. Albumul a fost lansat oficial pe 26 iunie 2020.
G-Eazy și-a lansat cel de-al șaselea album de studio These Things Happen Too pe 24 septembrie 2021. A fost acompaniat de single-urile "Running Wild (Tumblr Girls 2)" și "Breakdown" cu Demi Lovato în săptămânile premergătoare lansării.

## Discografie
- The Epidemic LP (2009)
- Must Be Nice (2012)
- These Things Happen (2014)
- When It's Dark Out (2015)
- The Beautiful & Damned (2017)
- These Things Happen Too (2021)

## Filantropie
În 2018, G-Eazy a fost cap de afiș la un concert cu o cauză nobilă, respectiv incendiile din Bay Area. Banii strânși au însumat peste 15 milioane $. După o reclamă H&M în care se presupune că era promovat rasismul, G-Eazy a încheiat parteneriatul cu compania de îmbrăcăminte. Gillum a cântat pe scena ONG-ului Everytown pentru o strângere de fonduri în ajunul protestului internațional March For Our Lives, și și-a folosit platforma pentru a vorbi despre mișcarea împotriva armelor. Tot în 2018, G-Eazy a lansat Fondul non-profit Endless Summer, dedicat susținerii tinerilor în încercarea de a ajunge la potențialul lor maxim și consolidarea comunității din Bay Area.

## Probleme legale
Pe 2 mai 2018, Gillum a fost arestat în Stockholm, Sweden sub acuzațiile de ultraj, posesie și consum de narcotice, după ce se presupune că a lovit un bodyguard și a fost găsit cu cocaină în buzunar. Gillum a pledat vinovat la acuzația de ultraj și posesie de narcotice în fața Curții la un proces ce a avut loc pe 4 mai. A fost condamnat cu termen de încarcerare, a primit o amendă de 10.000$ și o amendă de compensație în valoare de 900$ pentru bodyguardul pe care l-a lovit.

## Distincții

### MTV Europe Music Awards
| An   | Beneficiar | Premiu                     | Rezultat     |
| ---- | ---------- | -------------------------- | ------------ |
| 2016 | G-Eazy     | Cel mai bun artist Hip-Hop | Nominalizare |

### People's Choice Awards
| An   | Beneficiar | Premiu                   | Rezultat |
| ---- | ---------- | ------------------------ | -------- |
| 2017 | G-Eazy     | Artistul Hip-Hop favorit | Câștigat |